# Frea albomarmoratoides
Frea albomarmoratoides là một loài bọ cánh cứng trong họ Cerambycidae.